# Sarcotoechia bilocularis
Sarcotoechia bilocularis är en kinesträdsväxtart som beskrevs av P.W. Leenhouts. Sarcotoechia bilocularis ingår i släktet Sarcotoechia och familjen kinesträdsväxter. Inga underarter finns listade i Catalogue of Life.